# Aerodrom Hvar
Aerodrom Hvar, aerodrom na otoku Hvaru. Nalazi se 1,2 km istočno od gradića Starog Grada, na nadmorskoj visini od 92 stope. Odnosna temperatura je 32°C u srpnju. Magnetska varijacija je 3°E (2012.) uz rastuću godišnju promjenu od 0,1°E. Operator aerodroma je Aeroklub Faros, Put Gospojice bb, Stari Grad. Dopuštena je vrsta prometa VFR. Pozivni znak jedinice ATS-a je Hvar Radio, na frekvenciji od 124.500 MHz. Zračni prostor u nadležnosti ATS-a je oznake ATZ Hvar, kruga R od 2,5 NM s centrom u ARP-u. Okomita granica je 1000 stopa MSL. Prijelazna apsolutna visina je 10.000 stopa MSL. Klasifikacija zračnog prostora je G. Nagib RWY-SWY-a je 0,94%. Površina stajanke je travnata. Nosovisto je 1520 kg NTIN/0,38 MPa.

## Vanjske poveznice
|  | Zajednički poslužitelj ima još gradiva o temi Aerodrom Hvar |

- Službene stranice  Arhivirana inačica izvorne stranice od 27. listopada 2020. (Wayback Machine)